# جاك ويلسون (كاتب)
جاك ويلسون (بالإنجليزية: Jack Wilson)‏ هو كاتب بريطاني، ولد في 2 أكتوبر 1937 في Ballyrobert ‏ في المملكة المتحدة، وتوفي في 15 ديسمبر 1997 بسبب إنتان.